# Roger-Jean Le Nizerhy
Roger-Jean Le Nizerhy (París, 3 de desembre de 1916 - Créteil, 28 de gener de 1999) va ser un ciclista francès que fou professional el 1939 i entre 1946 i 1952.
El 1936 va prendre part en els Jocs Olímpics de Berlín, en què guanyà una medalla d'or en la prova del persecució per equips, formant equip amb Robert Charpentier, Jean Goujon i Guy Lapébie.
Era germà del també ciclista Jean Le Nizerhy.

## Palmarès
- 1936
  -  Medalla d'or als Jocs Olímpics de Berlín en persecució per equips

### Resultats al Tour de França
- 1949. Abandona (15a etapa)[3]